# Сіріш Гурунг
Сіріш Гурунг (11 серпня 1998) — непальський плавець.
Учасник Олімпійських Ігор 2016 року, де в попередніх запливах на дистанції 100 метрів вільним стилем посів 58-ме місце і не потрапив до півфіналів.